# Mongoliets damlandslag i volleyboll
Mongoliets damlandslag i volleyboll representerar Mongoliet i volleyboll på damsidan. Laget organiseras av Mongoliets volleybollförbund (mongoliska: Монголын волейболын холбоо). Det har deltag i relativt få internationella tävlingar, av vilka VM 1970 är det främsta. 

### Fotnoter
1. 1 2  ”Asian senior women volleyball championship” (på engelska). Asian Volleyball Confederation. https://asianvolleyball.net/new/asian-senoir-women-volleyball-championship/. Läst 11 februari 2023.
2. ↑  Preechachan (26 juni 2023). ”VIETNAM CROWNED WINNERS OF AVC CHALLENGE CUP” (på engelska). https://asianvolleyball.net/new/vietnam-crowned-winners-of-avc-challenge-cup/. Läst 8 juli 2023.
3. ↑  ”Bulltein No. 8” (på engelska). Asian Volleyball Confederation. https://asianvolleyball.net/new/wp-content/uploads/2023/09/Bulletin_No8_Sr.Women_.pdf. Läst 13 oktober 2023.